# سید محمدتقی غضنفری
میرزا سید محمدتقی غضنفری خوانساری (۱۲۶۴ خورشیدی - ۱۳۵۰ خورشیدی) از فقهای سده‌ی چهاردهم هجری بود. وی به‌عنوان موسس و بنیان‌گذار نماز جمعه، از اولین کسانی است که در دوره‌ی معاصر نماز جمعه را اقامه داشته‌است.

## زندگی‌نامه
میرزا سید محمد تقی غضنفری خوانساری در سال ۱۳۰۳ (قمری) در شهر خوانسار متولد شد. پدرش سید هاشم موسوی خوانساری از سادات موسوی و از علماء و مجتهدین عصر خود بود، سید هاشم موسوی (متولد ۱۲۲۰  شمسی) در دو حوزه علمیه بروجرد و اصفهان دروس فقهی و اصولی خود را نزد اساتید و مراجع وقت مانند سید محمود طباطبایی بروجردی صاحب کتاب مواهب السنیه (عموی پدر سید حسین بروجردی) به پایان رسانده و از برخی مراجع وقت مانند سید محمود موسوی خوانساری (آقا میر عظیم) موفق به دریافت اجازه اجتهاد شد

## تحصیلات
میرزا سید محمدتقی غضنفری تحصیلات مقدماتی را در زادگاه خود خوانسار به پایان رساند. در اوایل تحصیل مدتی با مرجع فقید سید محمدتقی خوانساری و شیخ موسی نجفی خوانساری هم مباحثه بود. در سنین نوجوانی در خوانسار از درس میرزا سید محمود ابن الرضا خوانساری (از علمای شهر خوانسار) استفاده برد. بعد از مدتی راهی نجف و کربلا شد و از علماء و مراجع وقت استفاده نمود.

## آثار
از آثار قلمی سید محمد تقی غضنفری می توان به استنساخ (نسخه برداری) تعدادی از کتب فقهی، علمی و روائی اشاره نمود، از جمله:
- صلاة جمعه (شهید ثانی)
- نتایج الافکار فی حکم المقیمین فی الاسفار (شهید ثانی)
- ترجمه بلدالامين (ابراهیم کفعمی)
- جُنَّةُ الأمانِ الْواقیَة وَ جَنَّةُ الإیمان الباقیَة معروف به مصباح کفعمی (ابراهیم کفعمی)
- توضیح المقاصد (شیخ بهایی)
- مسار الشیعه (شیخ مفید)
- تقویم المحسنین (ملا محسن فیض کاشانی)
- منهاج السالکین (نجم الدین کبری)

## درگذشت
سید محمدتقی غضنفری خوانساری پس از یک عمر تلاش و خدمت دینی در روز ۶ فروردین ۱۳۵۰، در شهر خوانسار درگذشت